# خوان مانوئل رودریگز پاروندو
خوان مانوئل رودریگز پاروندو (انگلیسی: J. M. R. Parrondo؛ زاده ۹ ژانویهٔ ۱۹۶۴) یک دانشمند است.